# Stichotrichida
Ordre
Les Stichotrichida sont un ordre de Ciliés de la classe des Hypotrichea.

## Liste des familles et genres non-classés
Selon GBIF (5 mars 2023) :
- Amphisiellidae Jankowski, 1979
- Atractosidae Bourland, 2015
- Chaetospiridae Jankowski, in Small & Lynn, 1985
- Epiclintidae Wicklow & Borror, 1990
- Hypotrichidiidae
- Keronidae Dujardin, 1840
- Orthoamphisiellidae
- Parakahliellidae
- Spirofilidae von Gelei, 1929
- Strongylidiidae Fauré-Fremiet, 1961
- Banyulsella Dragesco, 1953
- Prooxytricha Poche, 1913

## Systématique
Le nom valide de ce taxon est Stichotrichida Fauré-Fremiet, 1961.